# 短吻裂鰭亞口魚
短吻裂鰭亞口魚（學名：Chasmistes brevirostris）為輻鰭魚綱鯉形目亞口魚科的其中一種，為溫帶淡水魚，被IUCN列為瀕危保育類動物，分布於北美洲美國奧勒岡州與加利福尼亞州的克拉瑪斯湖上游與它的支流流域，體長可達64公分，壽命可達33年，棲息在冰冷渾濁、淺、略帶鹼性、氧氣充足的湖泊、溪流，生活習性不明，因棲地破壞導致族群數量減少。 